# Distretto di Brzesko
Il distretto di Brzesko (in polacco powiat brzeski) è un distretto polacco appartenente al voivodato della Piccola Polonia.

## Geografia antropica

### Suddivisioni amministrative
Il distretto comprende 7 comuni.
- Comuni urbano-rurali: Brzesko, Czchów
- Comuni rurali: Borzęcin, Dębno, Gnojnik, Iwkowa, Szczurowa